# Отто-Герман фон дер Говен
О́тто-Ге́рман фон дер Го́вен (нім. Otto Hermann von der Howen; 13 листопада 1740 — 15 червня 1806) — курляндський державний діяч, старший радник, правник, дипломат. Один із організаторів російської анексії Курляндії. Представник шляхетного німецького роду Говенів. Народився у Фокенгофі, Курляндія. Син курляндського ландгофмейстра Отто-Крістофера фон дер Говена і Єлизавети-Доротеї фон Мірбах. Навчався у Кільському (1759) і Страсбурзькому університетах (1761). Обраний депутатом ландтагу Курляндії-Семигалії. Працював курляндським послом у Варшаві (1765—1771, 1778—1780), нагороджений Орденом святого Станіслава. Підтримував кандидатуру Карла-Християна на пост курляндського герцога, перебував у опозиції до проросійських Біронів. Арештований і ув'язнений росіянами у Ризі (1771—1774). Після звільнення змінив погляди, став одним із лідерів проросійської партії в Курляндії. Займав посади секретаря (1776—1786) і ландмаршала ландтагу (1776), очолював Гольдінгенське обер-гауптманство, став обер-бургграфом Мітави (1786—1796). Був на чільних позиціях у кількох масонських ложах. Виступав посередником між курляндським лицарством і герцогом Петером фон Біроном (1776, 1793). Разом із росіянами визначав курляндсько-російський кордон (1783). Брав активну участь у російській операції з анексії Курляндії-Семигалії (1794—1795): керував проросійською фракцією в ландтазі, ініціював прийняття резолюцій про розрив Курляндії з Польщею і приєднання до Російської імперії, очолював курляндську делегацію до Санкт-Петербургу, де оформив анексію і склав присягу на вірність Росії. Отримав від російської імператриці Катерини II посаду таємного радника і маєтки, а від імператора Павла I — сенаторство і Орден святої Анни 1-го ступеня. Помер на поштовій станції Гульбен, на шляху із Санкт-Петербурга до Мітави.

## Імена
- О́тто-Ге́рман фон дер Го́вен (нім. Otto Hermann von der Howen, лит. Oto Hermanis fon der Hovens) — повне ім'я.
- Отто-Герман аб Говен (нім. Otto Hermann ab Howen) — варіант імені[2]; згадується у його праці 1759 року.
- О́тто фон дер Го́вен (нім. Otto von der Howen) — коротке ім'я.
- О́тто Ка́рлович фон дер Го́вен (рос. Отто Карлович фон дер Ховен) — російське ім'я із фіктивним патронімом[3]; у документах того часу просто — фон Го́вен (рос. Фонъ Говенъ)[4].

## Біографія

### Молоді роки

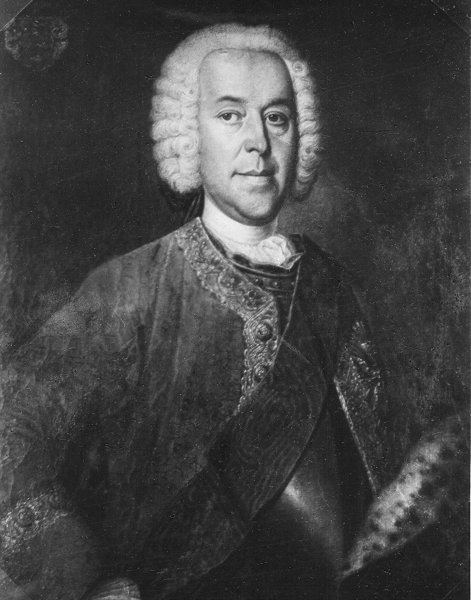
Отто-Крістофер, батько Отто-Германа

Отто-Герман фон дер Говен народився 13 листопада 1740 року в Фокенгофі, у родині курляндського високопосадовця Отто-Крістофера фон дер Говена, ландгофмейстра герцога Курляндії та Семигалії, і Єлизавети-Доротеї фон Мірбах, доньки ландгофмейстра Генріха-Георга фон Мірбаха. Рід баронів Говенів був одним із найзаможніших і найвпливовіших у герцогстві, тому хлопця чекала блискуча кар'єра.
У юності Говен ходив до великої міської школи в Мітаві. Згодом він вивчав міжнародне право у Кільському університеті, який закінчив 11 листопада 1759 року, написавши роботу про недоторканність послів. Свої студії Говен продовжив у Страсбурзькому університеті, котрий завершив 1761 року.
1763 року Говен повернувся до герцогства Курляндії та Семигалії й зайнявся політикою, був обраний депутатом до Курляндського ландтагу. Як і його батько він належав до партії, яка підтримувала попереднього герцога, саксонського принца Карла-Християна, сина саксонського курфюрста і польського короля Августа III, і виступала проти російського ставленика — герцога Ернста-Йоганна фон Бірона.
У 1765—1771 роках Говен працював послом Курляндії-Семигалії у Варшаві, столиці Речі Посполитої, представляючи інтереси курляндського лицарства при польському дворі.

### Арешт

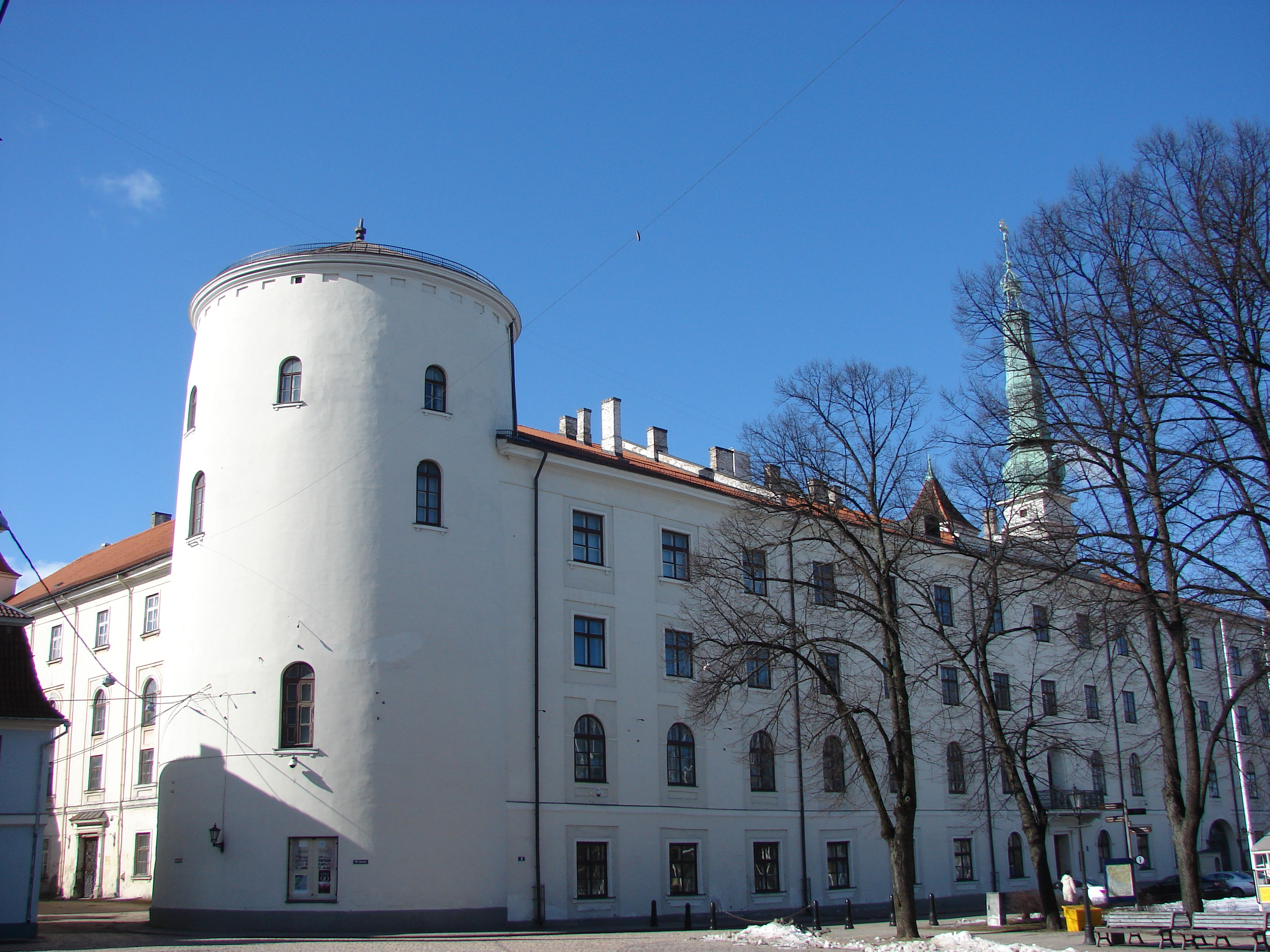
Ризький замок, в якому Говен був ув'язнений в 1771—1774 роках

25 листопада 1769 року герцог Ернст-Йоганн фон Бірон зрікся престолу на користь свого сина Петера, але зберіг за собою право пожиттєво користуватися прибутками з герцогських землеволодінь. На січневій сесії курляндського ландтагу в 1770 році Говен із однодумцями засудили цей акт і закликали лицарство не присягати Бірону. Це суперечило політичним інтересам Російської імперії, тому проти Говена почала діяти російська агентура Колегії іноземних справ.
25 січня і 5 лютого 1770 року Іван Сімолін, російський представник у Курляндії, намагався схилити Говена й курляндське лицарство до угоди з герцогом Петером. Умовляння не подіяли, тому Бірон розпустив збори і призначив нову сесію на 10 (21) червня 1770 року, на якій депутати мусили скласти присягу.
У відповідь курляндські лицарі відправили Говена послом до Варшави, де він прохав призначити новим герцогом Карла-Християна замість Петра Бірона, вступив у зв'язок із саксонським двором і Барською конфедерацією. Сімолін, за підтримки великого канцлера Анрія Млодзейовського, поставив курляндцям ультиматум, щоб вони відкликали посла. Ті проігнорували вимогу і роздратована Катерина II наказала арештувати Говена.
1771 року, за запитом Каспара фон Зальдерна, російського міністра-резидента у Варшаві, польська влада ув'язнила Говена в мазовецькому Пултуську. Згодом, виконуючи розпорядження цариці, ув'язненого конвоювали потайки під іменем «поручника Пекштіна» до Риги, яку контролював російський генерал-губернатор Юрій Броун. У російських тенденційних джерелах цей інцидент представляли як покарання Говена за «велику нетактовність», яку він був допустив у суперечках із польськими сановниками.
25 жовтня 1771 року Говена посадили цілком таємно в Ризькому замку. Ним займалася Канцелярія таємних і розшукових справ, російська спецслужба, до створення якої долучилося чимало курляндців у часи «біронівщини». Арештанта тримали в камері під караулом, без права на листування і прогулянки. На червень 1772 року, згідно з донесеннями генерал-губернатора, Говен тяжко захворів і весь опух «від нестачі свіжого повітря».
7 (18) жовтня 1774 року батько Говена, Отто-Крістофер, написав листа Броуну і звернувся на ім'я Катерини II з проханням помилувати сина. За три дні Броун зробив відповідний запит до керівника колегії іноземних справ Микити Паніна та самої цариці. 22 жовтня Панін дав дозвіл на звільнення, зазначаючи: «що хоча він [арештант] як зухвалець, який вчинив перед Росією тяжкий злочин, ображаючи її письмово, і заслуговує на вічне ув'язнення, але ми з єдиного милосердя в тому прощаємо його… сподіваючись, що те, що сталося з ним, послужить йому для виправлення…». За час ув'язнення на Говена витратили 1064 талера, які Панін наказав поставити на рахунки надзвичайних витрат Ризького губернаторства і не стягувати їх з батька арештованого.

### Проросійський діяч
Після звільнення Говен знову зайнявся політичною діяльністю, був вдруге обраний до ландтагу. Він перейшов на бік проросійської партії й здобув величезний вплив у курляндській політиці. Згідно з тенденційними російськими джерелами Говен «не простив полякам» свого ув'язнення і зробився «палким прихильником Росії», проте зважаючи на те, що ув'язнили його саме росіяни, а не поляки, мотивація барона змінити політичний табір до кінця не зрозуміла.
8 серпня 1776 року Говен виступив посередником при підписанні «Акту примирення» між герцогом Петером фон Біроном і курляндським лицарством. За це герцог нагородив Говена річною пенсією в 1000 талерів, а ландтаг обрав на посаду секретаря лицарства (нім. Ritterschaftsseketär), яку він займав до 1786 року.
У 1778—1780 роках Говен вдруге працював курляндським послом у Варшаві. 1779 року він очолив Мітавську масонську ложу «Три короновані мечі» (фр. Trois Epées couronnées, нім. Zu den drei Gekrönten Schwerdtern), а наступного року став інспектором іншої масонської ложі в Мітаві «Три короновані серця» (фр. Loge d’Adoption des trois Cœurs couronnés).
Весною 1783 року Говен як перший уповноважений курляндського лицарства увійшов до складу курляндсько-російської комісії з визначення кордону і владнання торговельних питань. Результатом його роботи стала травнева курляндсько-російська конвенція, яка разом зі встановленням меж між Курляндією і російською Ліфляндією, надавала широкі господарські права російському купецтву.
1786 року Говен займав посаду гауптмана в Шрунден, а згодом очолював Гольдінгенське обер-гауптманство і обіймав пост ландмаршала, голови ландтагу. З грудня 1786 року він став обер-бургграфом у Мітаві і залишався на цій посаді до 1796 року.
Як представник курляндського лицарства і проросійської партії Говен перебував у опозиції до герцога Петера фон Бірона, останньої гарантії автономності Курляндії. 31 січня 1793 року, за ініціативи барона, було ухвалено так звані «Композиційний акт» між герцогом і лицарством, які принижували роль першого й надавали лицарям ширші права.

### Російська анексія

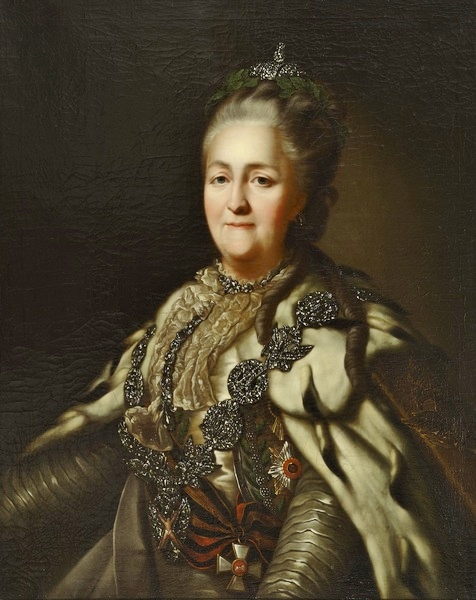
Катерина II урочисто приймала Говена в Зимовому палаці.

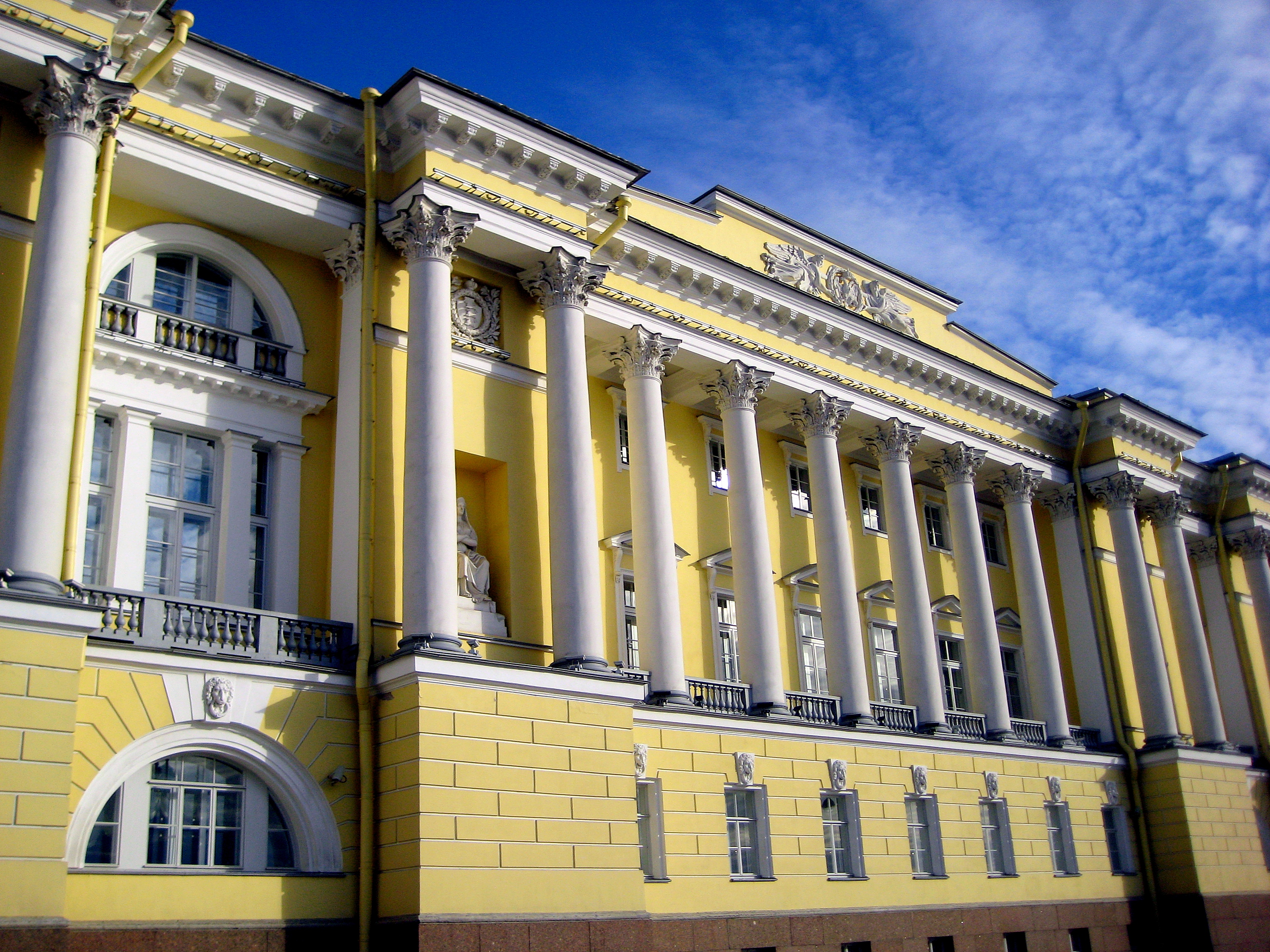
Будівля Сенату — місце присяги Говена на вірність Росії

У вересні 1794 року, напередодні поразки повстання Костюшка і третього поділу Речі Посполитої, Говен ініціював у Курляндському ландтазі обговорення питання про те, щоб «ліквідувати ленну залежність Курляндії від Речі Посполитої та віддатися під патронат Росії», прохаючи в неї збереження прав і привілеїв для лицарів і земств. Проти цього категорично виступив герцог Петер, який вбачав у пропозиції підрив державного ладу Курляндії, гарантом якого виступала сама Росія.
На початку листопада того ж року Говен розпочав інформаційно-політичну кампанію: він розіслав курляндському лицарству нову петицію, яку підписали 33 шляхетні особи, з вимогою скликати терміновий ландтаг для прийняття рішення про майбутнє Курляндського герцогства. Згодом схожу петицію отримав і герцог Петер, підписану багатьма місцевими баронами, що закликала «підпорядкуватися повністю російській імператриці й віддати її великодушності долю Курляндії».
27 січня 1795 року герцог Петер прибув до Санкт-Петербурга, де після зустрічі з Катериною II йому дали зрозуміти, що Курляндія остаточно перестала бути леном Польщі й відходить Росії. Герцог сподівався, що під російською короною Курляндія збереже формальну автономію, як було при польських королях. Але Говен наполягав на здачі самостійності і повному приєднанні до Росії.
5 (16) березня 1795 року, в понеділок, у Мітаві зібрався ландтаг на вимогу Говена. За два дні, у середу, проросійська партія здобула перемогу. Депутати одноголосно прийняли два документи: Маніфест «про зречення від ленної залежності, що існувала донині з Польщею» й «Акт шляхетного лицарства і земства герцогств Курляндії і Семигалії про їхнє підлягання Її імператорській величності» Катерині ІІ.
Ландтаг обрав делегацію на чолі з Говеном, яка 19 березня прибула до Петербурга. Курляндські представники перебували в російській столиці майже місяць, готуючи документи у справі приєднання герцогств до Росії. 15 квітня, у п'ятницю, делегація Говена прибула до Зимового палацу, де їх урочисто зустрічала Катерина II. Представники ландтагу передали росіянам акти про приєднання Курляндії до Російської імперії, а ті дали гарантії свободи віросповідання, а також непорушності майнових прав лицарства.
20 квітня, у середу, курляндська делегація на чолі з Говеном прибула на засідання Сенату, де урочисто склала присягу на вірність Російській імперії. До 1 травня всіх мешканців Курляндії та Семигалії змусили присягнути Росії. Лише герцог Петер, якого 17 (28) березня 1795 року російські урядовці змусили зректися трону, відмовився складати присягу, і 30 серпня назавжди виїхав до Пруссії.
6 червня 1795 року Катерина II підписала наказ про приєднання Курляндського герцогства до Російської імперії з одночасним перетворенням його на Курляндське намісництво з центром у Мітаві.

### Останні роки
Говен отримав від російської імператриці Катерини II посаду таємного радника і два маєтки.
19 грудня 1796 року імператор Павло І надав Говену сенаторство. Барон увійшов до складу Третього департаменту, який займався справами територій на особливих правах — України, Курляндії, Ліфляндії, Естляндії, Виборга і Нарви тощо. Через рік, 7 листопада 1797 року, імператор відзначив його Орденом святої Анни 1-го ступеня.
Протягом свого життя Говен накопичив великі землеволодіння в Курляндії: Новий Бергфрід (з 1786), Алауен (1789—1791), Веезіт, Данненфельд, Люббен, Ессерн, Тінген (1792—1796), Івен та інші. Говену також належали родинні землі Фокенгоф і Гренцгоф (1795—1805), Сурс і Штрібен (1793—1797). Він був одним із найбільших курляндських поміщиків, господарем численних кріпаків-латишів.
15 червня 1806 року Говен помер на поштовій станції Гульбен, на шляху із Санкт-Петербурга до Мітави.

## Сім'я
- Батько: Отто-Крістофер фон дер Говен (1699—1775)
- Матір: Єлизавета-Доротея фон Мірбах (1712—1779)
- Брати і сестри:
  - Ернст фон дер Говен (1737—1798)
  - Анна фон дер Говен (1739—1768)
  - Георг-Генріх фон дер Говен (1744—1816)
  - Марія-Єлизавета фон дер Говен (1745—1821)

## Праці
- Mielck, Johann Bertram; Howen, Otto Hermann von. Disputatio Iuris Gentium Universalis De Sanctitate Legatorum [Диспут про недоторканність послів у міжнародному праві]. Kilonii: Bartschius, 1759.
- Howen, O. H. Relation von der in Warschau geführten Negoce. Mitau, 1768[17].
- Oelsen, C. E; Taube, E. J.; Howen, O. H.; Sacken, M. Celsissime Dux, Gratiotissime Princeps ac Domine! (Litterae de dato Mitaviae die 20 Junii 1789). 1791[18].

## Нагороди
- Орден святого Станіслава і камергерський ключ[3][17].
- Орден святої Анни, І ступінь[3][17][19] (7 листопада 1797)

### Монографії. Статті
- Arbusov, L. Grundriss der Geschichte Liv-, Est- und Kurlands. Riga: Jonck und Poliewsky, 1918.
- Genealogisches Handbuch der baltischen Ritterschaften (GHBR). Teil 3. Kurland. Band 1. Görlitz: 1930, S. 308—313. Howen
- Meyer, W. Baltische Studenten in Kiel 1665—1865. Kiel: W G Mühlau, 1930.
- Pīrāgs, V. Brīvmūrnieku rituālu izcelsme Latvijā // Akadēmiskā Dzīve, Riga: Latvijas Universitāte, 2008, № 45, S. 68—79.
- Pirang, H. Das baltische Herrenhaus. Riga: Jonck & Poliewsky, 1926—1930. V. 3, S. 75.
- Räder, W. Die Juristen Kurlands im 18. Jahrhundert. Posen: W. F. Häcker, 1942.
- Seraphim, A. Briefe Otto Hermann v. d. Howen. 1792—93 // Baltische Monatsschrift. Riga, 1899, № 47, S. 437—456. , ; № 48, S. 437—456.
- Бартенев, П. И. Осмнадцатый век: исторический сборник. Москва, 1869. Кн. 3, С. 269—279 (XVII. О курляндце Отто Германе фон Ховен) .
- Бильбасов, В. Присоединение Курляндии // Русская старина. 1895, Т. 83, № 1, С. 3—55.

### Довідники
- von der Howen (Otto Herman) // Allgemeines Schriftsteller- und Gelehrten-Lexikon der Provinzen Livland, Esthland und Kurland. Mitau, 1829, Bd 2., S. 351—353.
- Ховен, фон-дер, Отто Карлович // Русский биографический словарь А. А. Половцова. 1901, Т. 21, с. 380.
- Howen, Otto Hermann v. der // Deutschbaltisches biographisches Lexikon 1710–1960. Köln-Wien, 1970, S. 341—342.